# 節理
節理（せつり、英: joint）とは、岩体に発達した規則性のある割れ目のうち、両側にずれの見られないものをいう。マグマ等が冷却固結する際や地殻変動の際に生じる。
なお、割れ目の両側にずれが見られる場合は断層になる。

## 柱状節理
柱状節理（）は、岩体が柱状になった節理。六角柱状のものが多いが、五角柱状や四角柱状のものもある。玄武岩質の岩石によく見られ、マグマの冷却面と垂直に発達する。

### 例

#### 日本国内

##### 北海道地方
- 網走港（北海道網走市） - 網走市指定天然記念物（1983年）。
- 層雲峡（北海道上川町）
- 天人峡（北海道東川町、美瑛町）

##### 東北地方
- 葛根田の大岩屋（岩手県雫石町） -国の天然記念物、含かんらん石輝石安山岩の柱状節理。
- 小原の材木岩（宮城県白石市） - 国の天然記念物、高さ100メートルに及ぶデイサイトの柱状節理。
- 屏風岩（福島県南会津町）

##### 関東地方
- 谷急山（群馬県安中市） - 妙義荒船佐久高原国定公園。

##### 中部地方
- 石落し（新潟県津南町） - 苗場山麓ジオパーク。
- 清津峡（新潟県十日町市） - 日本三大峡谷、国の名勝および天然記念物。
- 東尋坊（福井県坂井市） - 国の天然記念物及び名勝、輝石安山岩の柱状節理。
- 爪木崎（静岡県下田市） - 静岡県指定文化財。
- 釜滝（静岡県河津町） - 伊豆半島ジオパーク。
- 浄蓮の滝（静岡県伊豆市）
- 屏風岩（静岡県裾野市） - 静岡県指定天然記念物。
- 巌立（岐阜県下呂市） - 岐阜県指定天然記念物。約5万4千年前の御嶽山の噴火によってできた柱状節理。

##### 近畿地方
- 楯ヶ崎（三重県熊野市と尾鷲市の境の海岸） - 高さ約80メートル周囲約550メートルの岩塊、玄武岩の柱状節理。
- 屏風岩（奈良県曽爾村） - 国の天然記念物。
- 玄武洞（兵庫県豊岡市） - 国の天然記念物、玄武岩の柱状節理。

##### 中国四国地方
- 三徳山（鳥取県東伯郡三朝町） - 国の名勝および史跡、安山岩の柱状節理。
- 比婆山（島根県安来市伯太町） - 玄武岩の柱状節理。

##### 九州地方
- 芥屋の大門（福岡県糸島市） - 国の天然記念物、フィンガルの洞窟に匹敵する海食洞。
- 屋形石の七ツ釜（佐賀県唐津市） - 国の天然記念物。
- 塩俵の断崖（長崎県平戸市生月）[2]  - 西海国立公園。
- 馬ヶ背（宮崎県日向市） - 日豊海岸国定公園、溶結凝灰岩の柱状節理。国の天然記念物。
- 高千穂峡（宮崎県西臼杵郡高千穂町） - 国の天然記念物及び名勝、溶結凝灰岩の柱状節理。
- 枇榔島（宮崎県門川町） - 日豊海岸国定公園。
- 奥武島の畳石（沖縄県久米島町） - 沖縄県県指定天然記念物。

#### 海外
- ジャイアンツ・コーズウェー（イギリス・北アイルランド） - 世界遺産、玄武岩の柱状節理。
- フィンガルの洞窟（イギリス・スコットランド・スタファ島）
- デビルスタワー（アメリカ合衆国・ワイオミング州） - 映画「未知との遭遇」の舞台。
- サンタマリアレグラ・メキシコ
- 香港ユネスコ世界ジオパーク(香港・西貢区)

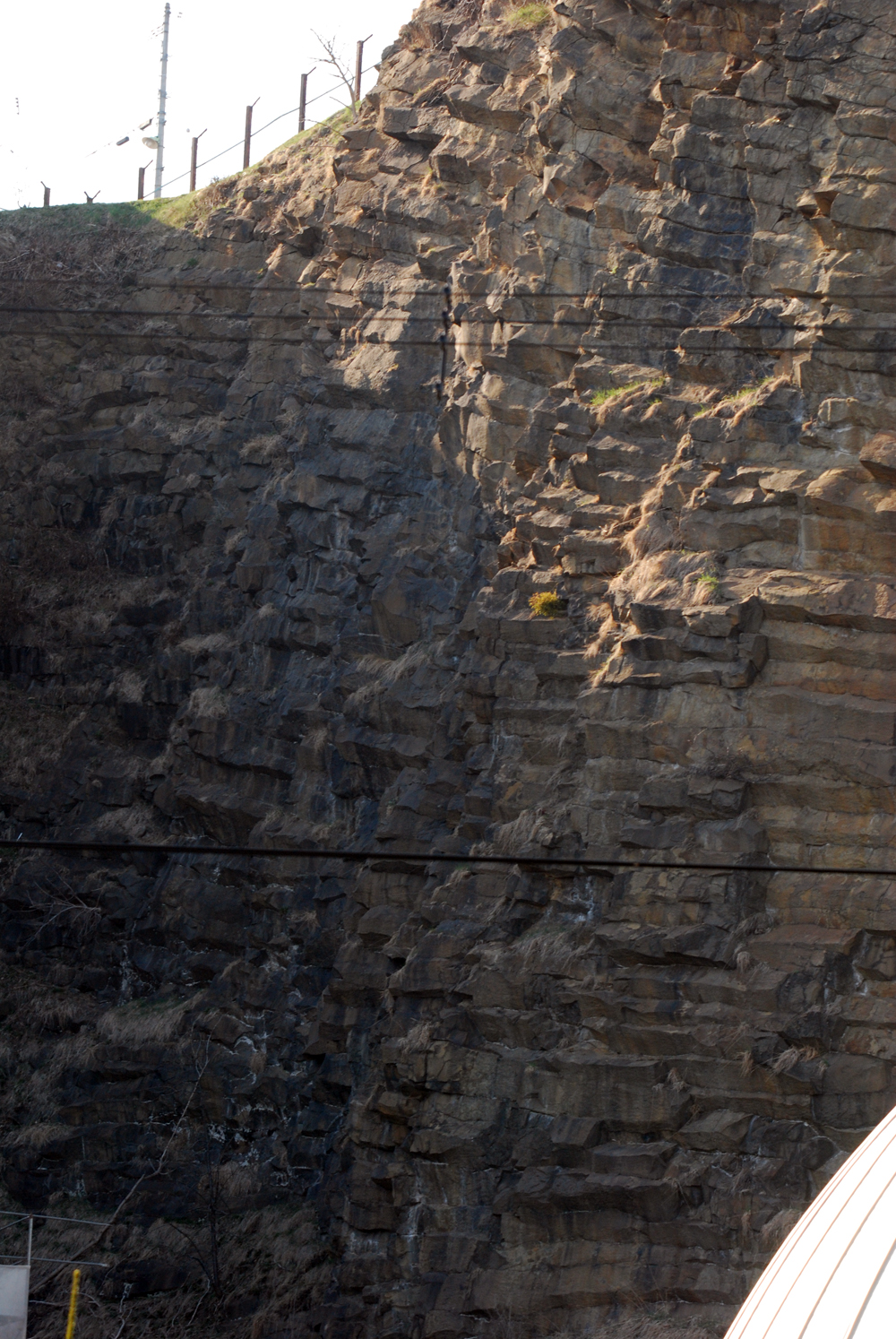
柱状節理：網走港ポンモイ（北海道網走市）
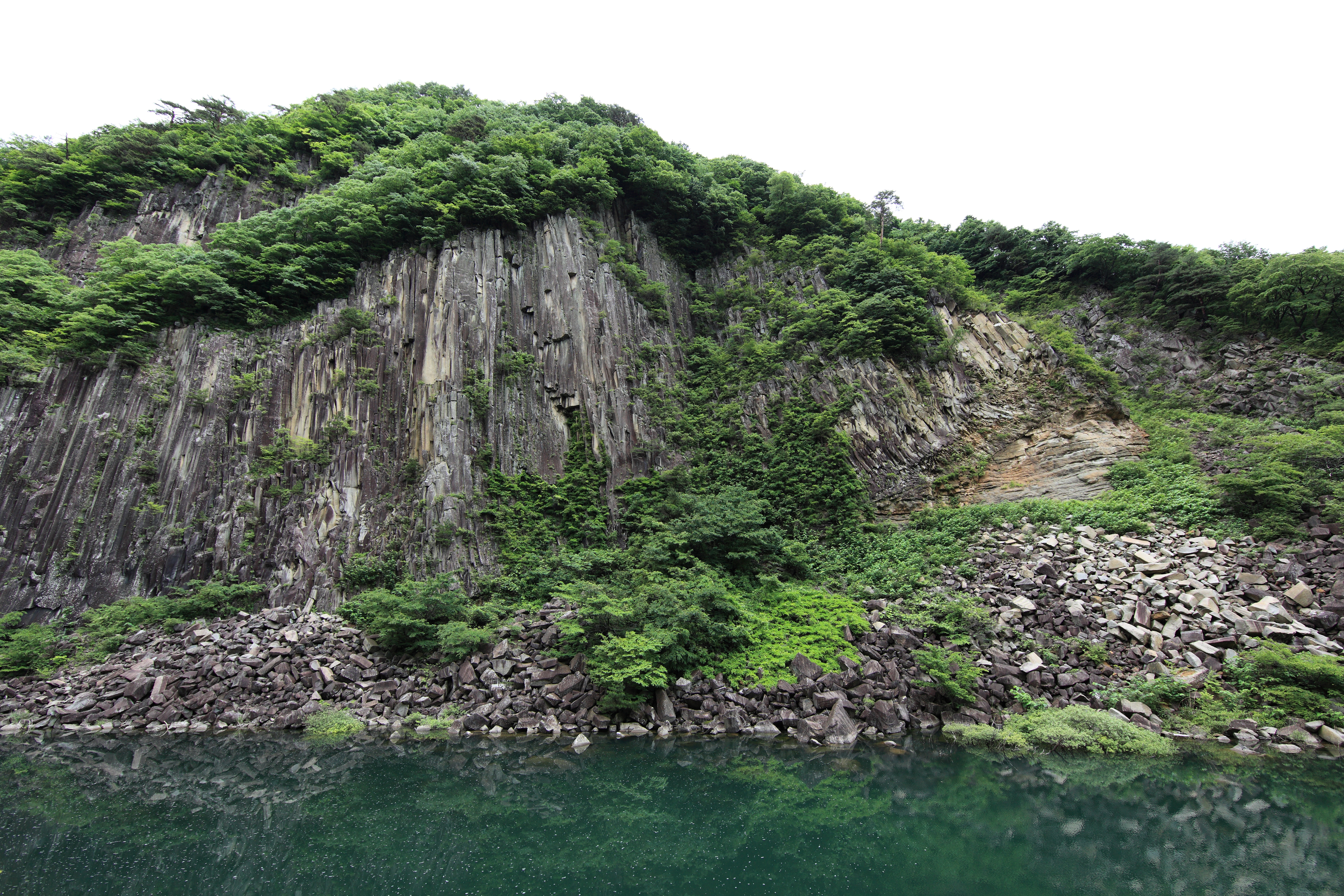
小原の材木岩（おばらのざいもくいわ）（宮城県白石市）
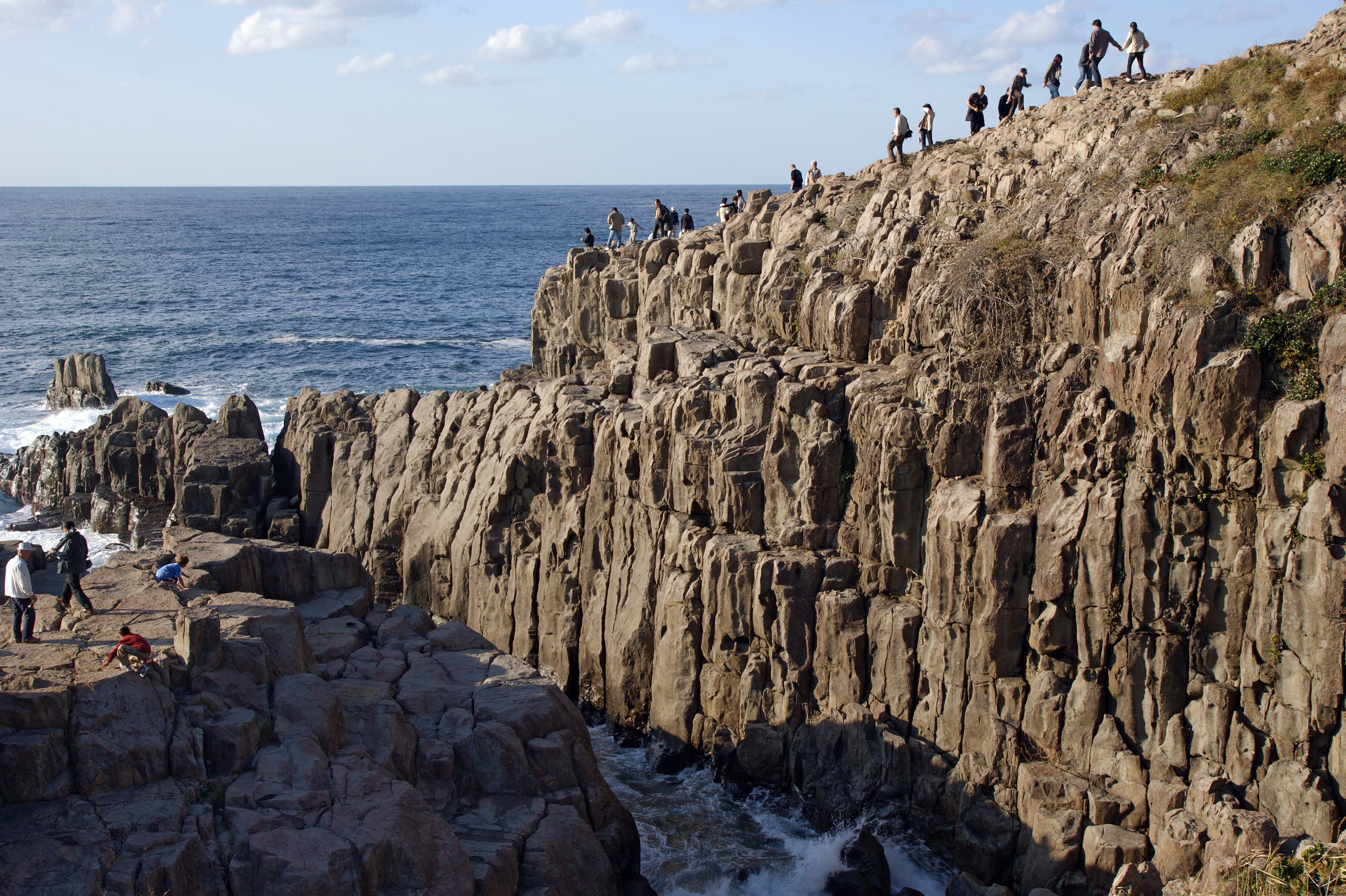
安山岩の柱状節理：東尋坊の屏風岩（福井県坂井市）
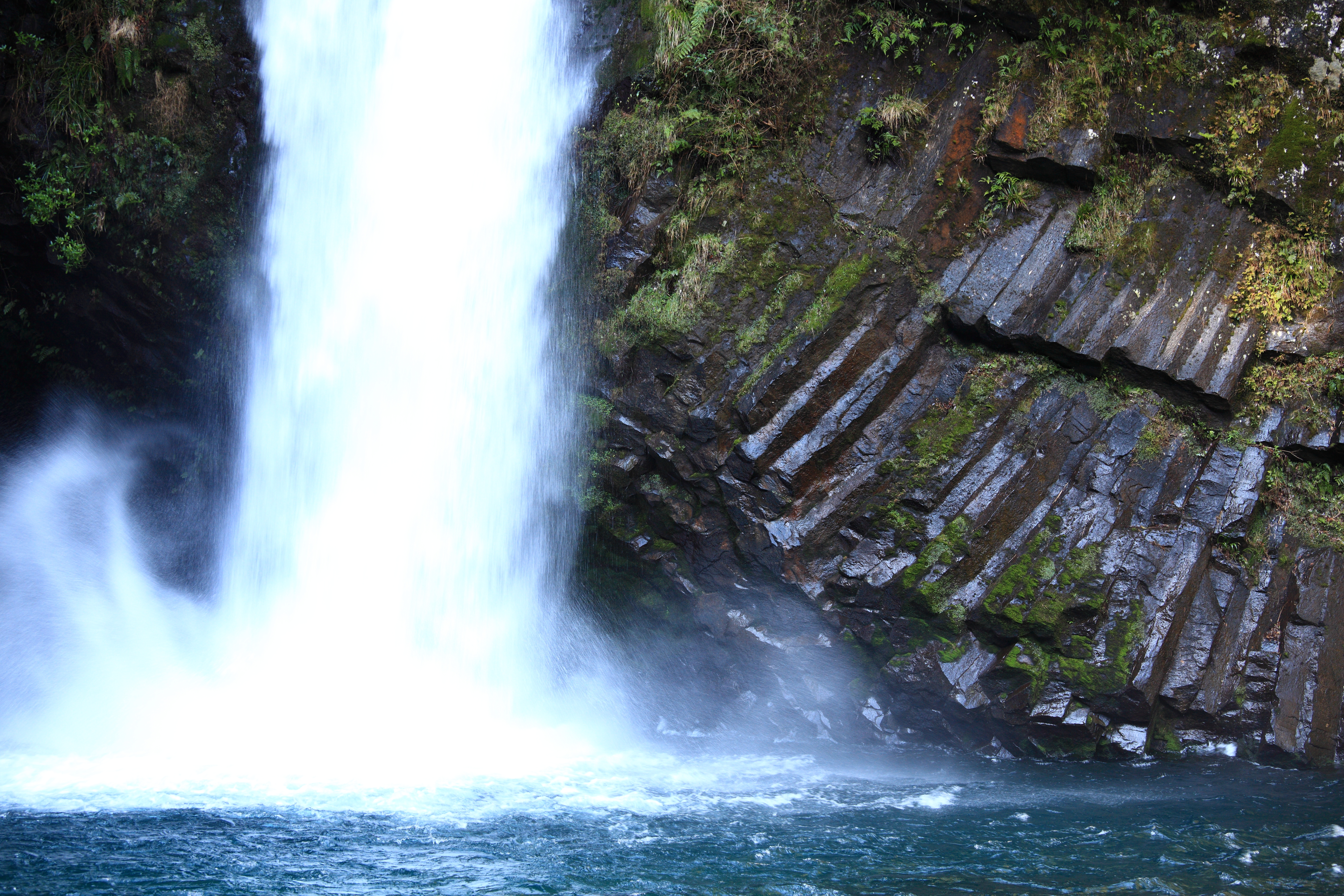
浄蓮の滝（じょうれんのたき）（静岡県伊豆市）
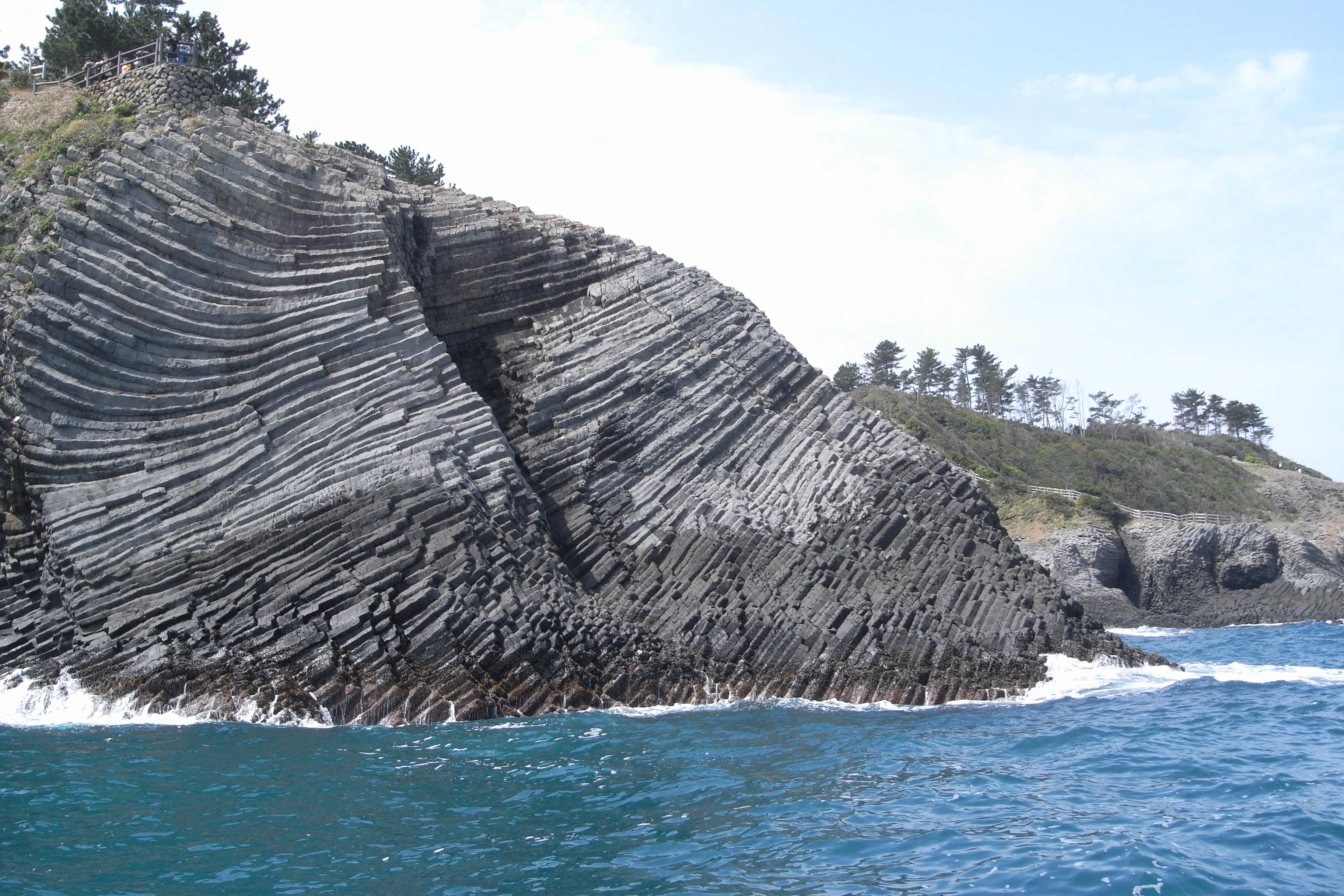
柱状節理：七ツ釜（佐賀県唐津市）
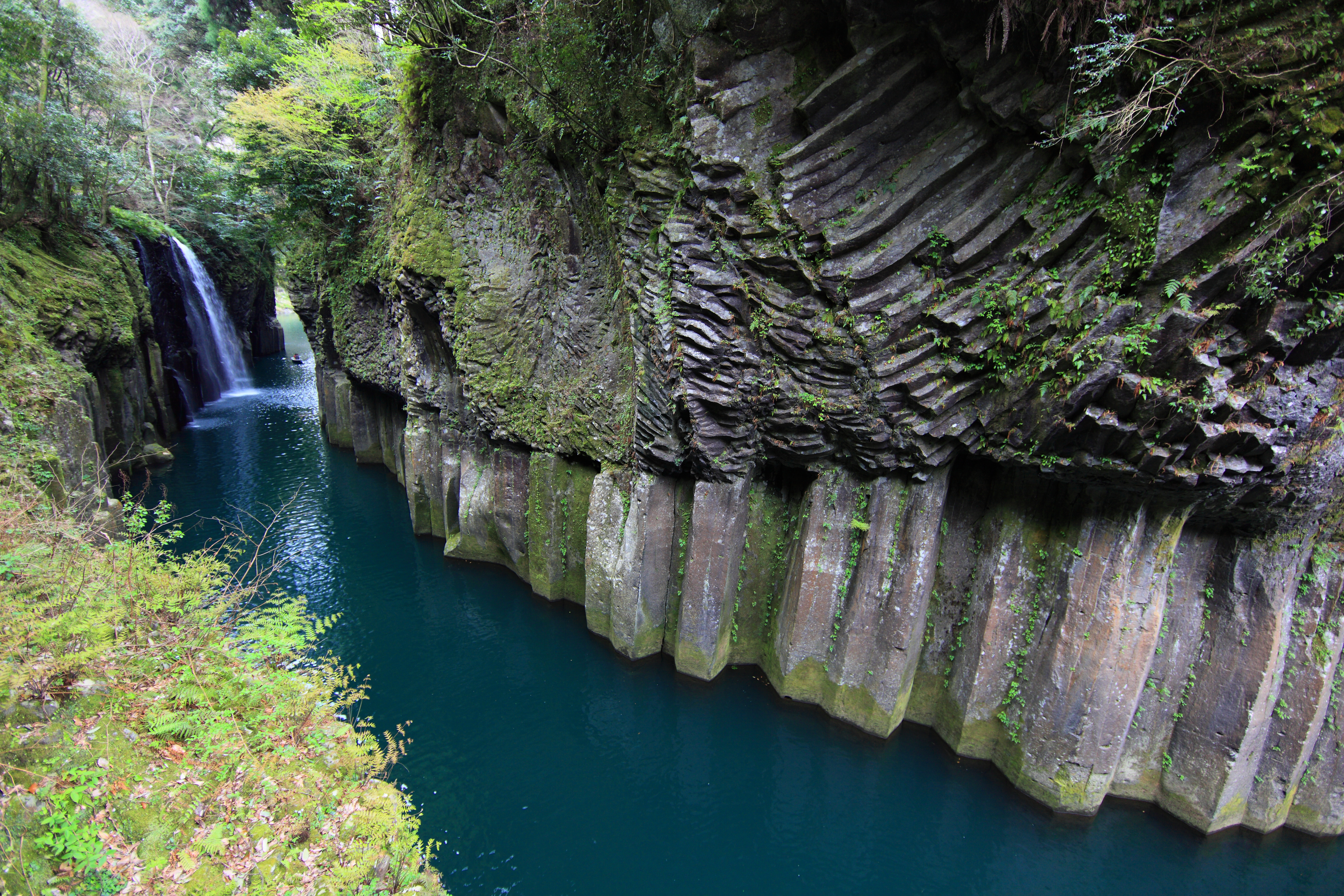
柱状節理：高千穂峡（宮崎県西臼杵郡）
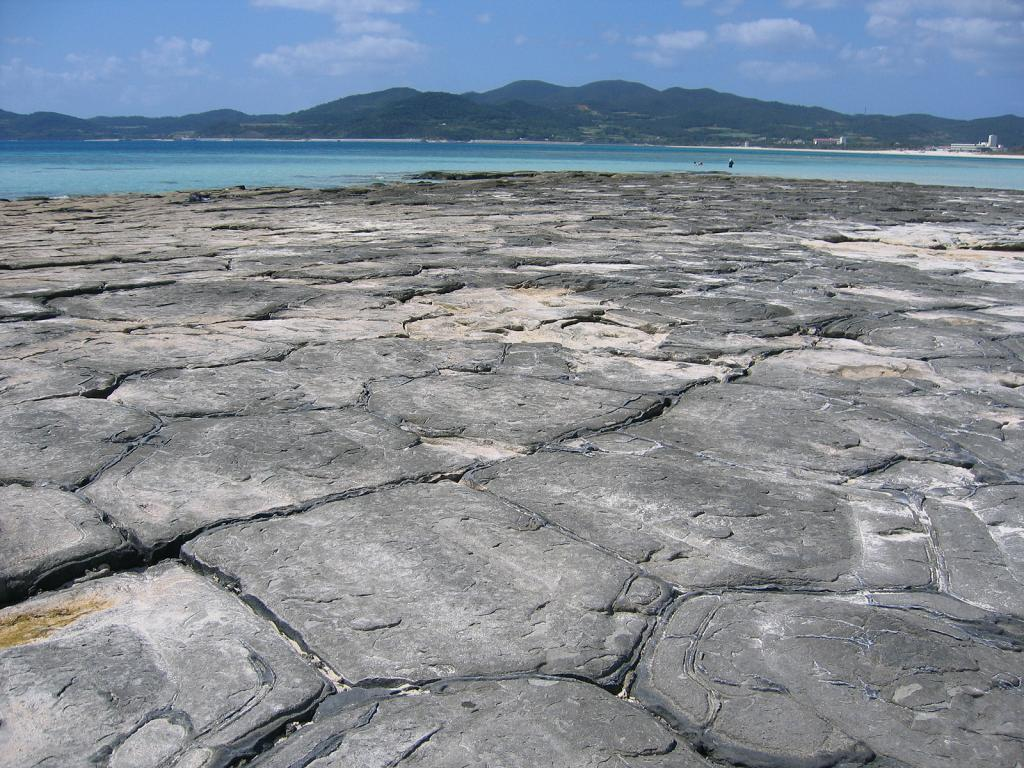
柱状節理：奥武島の畳石（沖縄県久米島町）
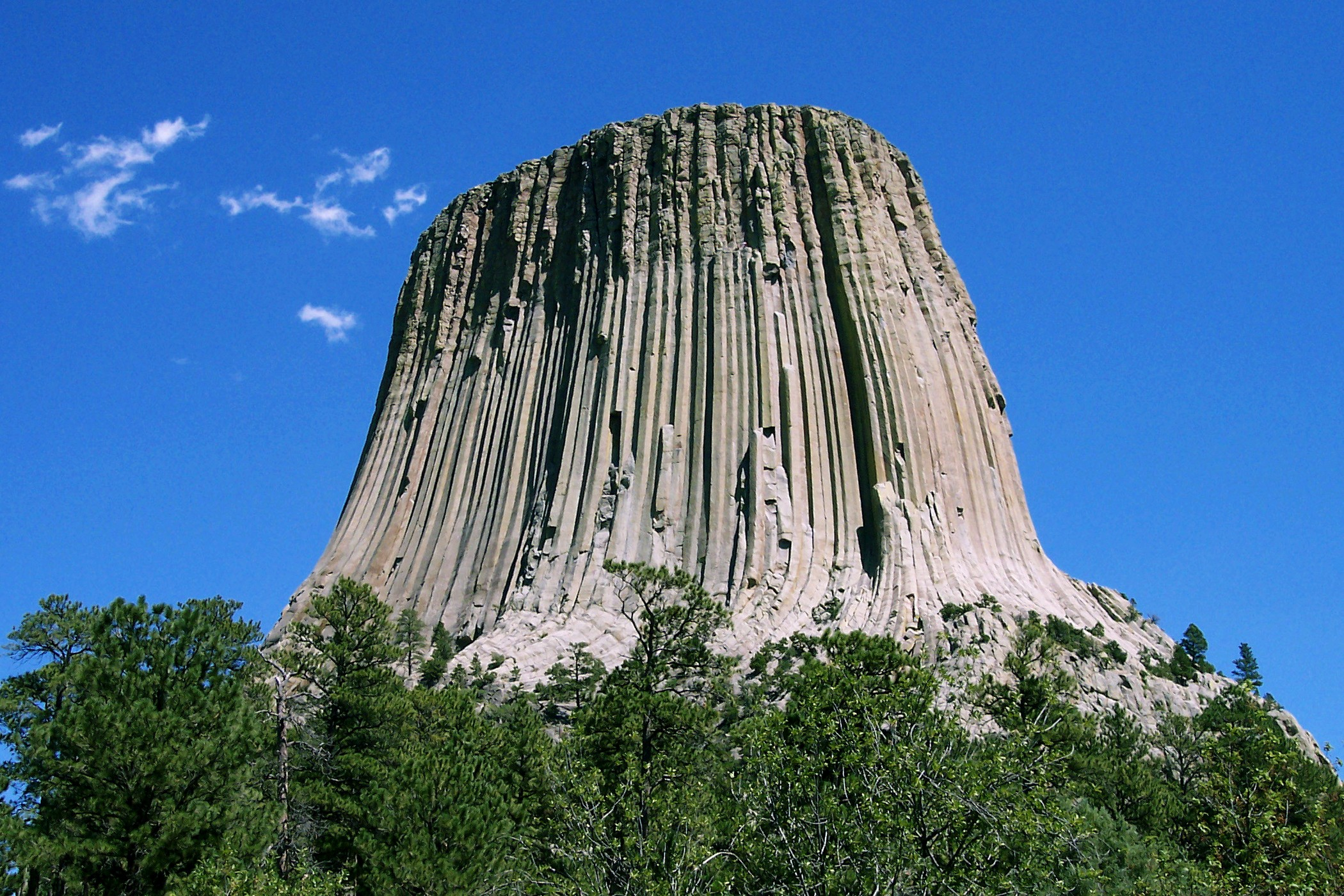
柱状節理：デビルスタワー（アメリカ合衆国ワイオミング州）
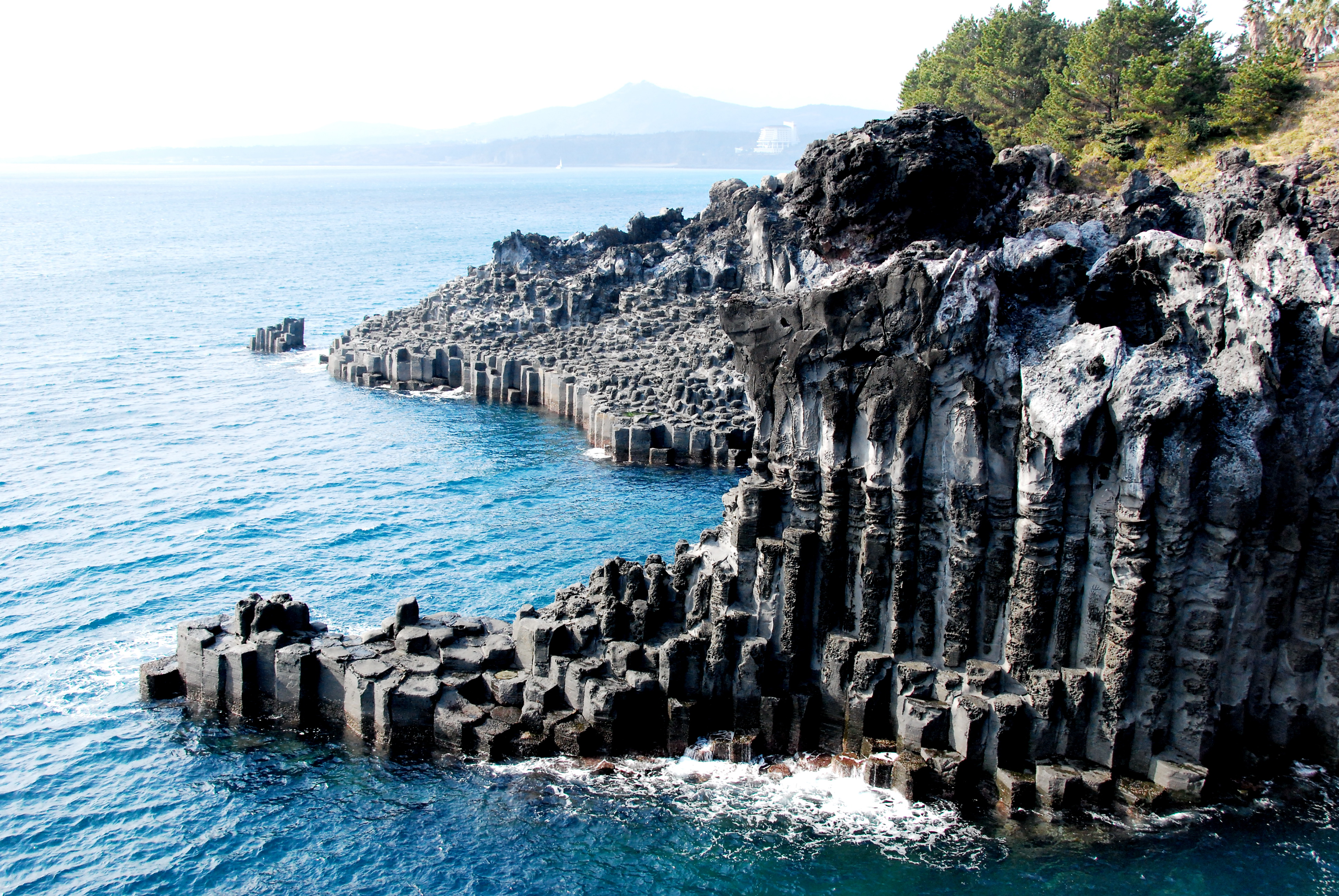
韓国・済州島
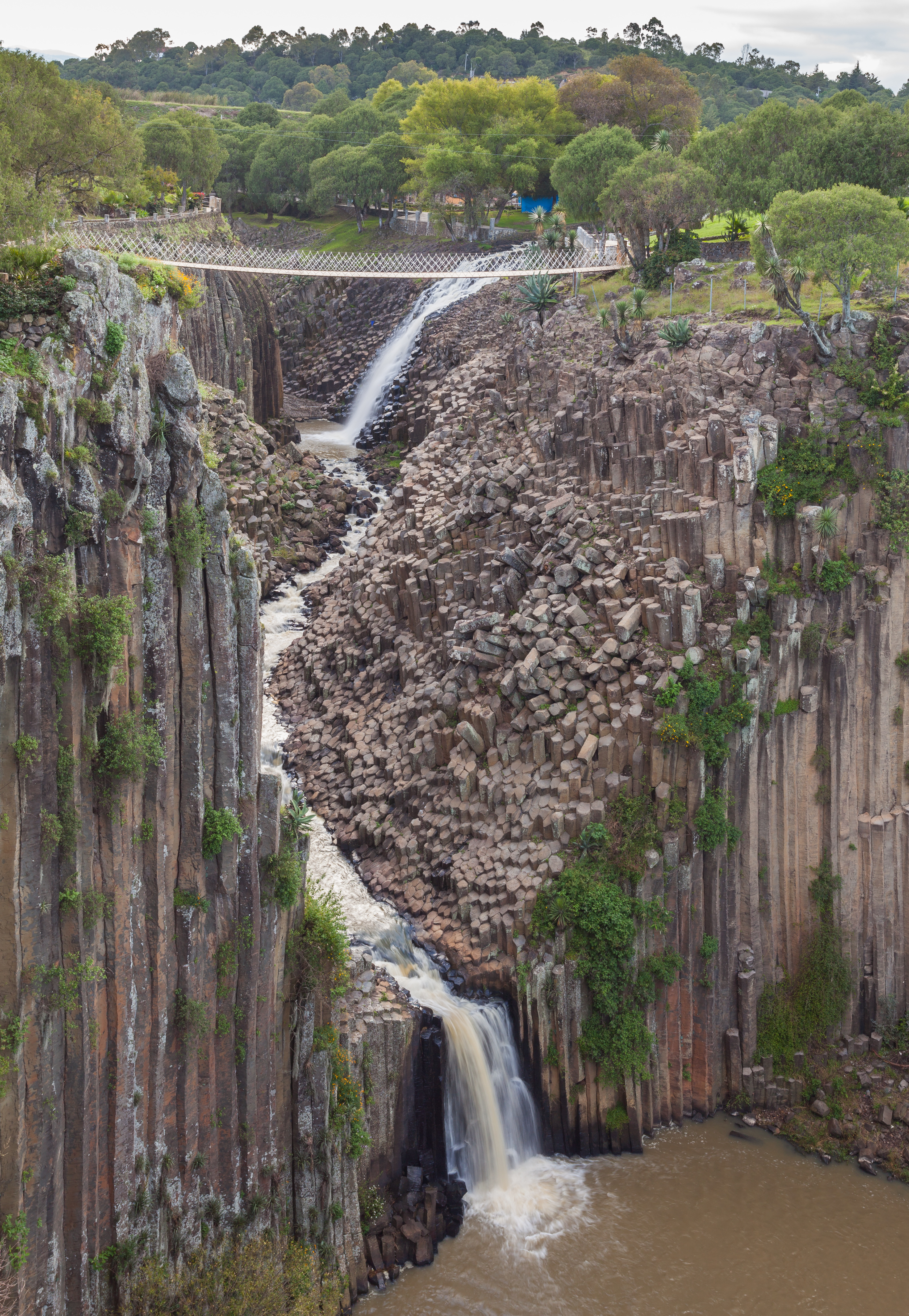
メキシコ・サンタマリアレグラ
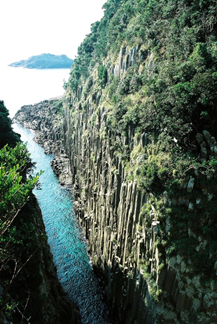
馬ヶ背の断崖絶壁（宮崎県日向市）
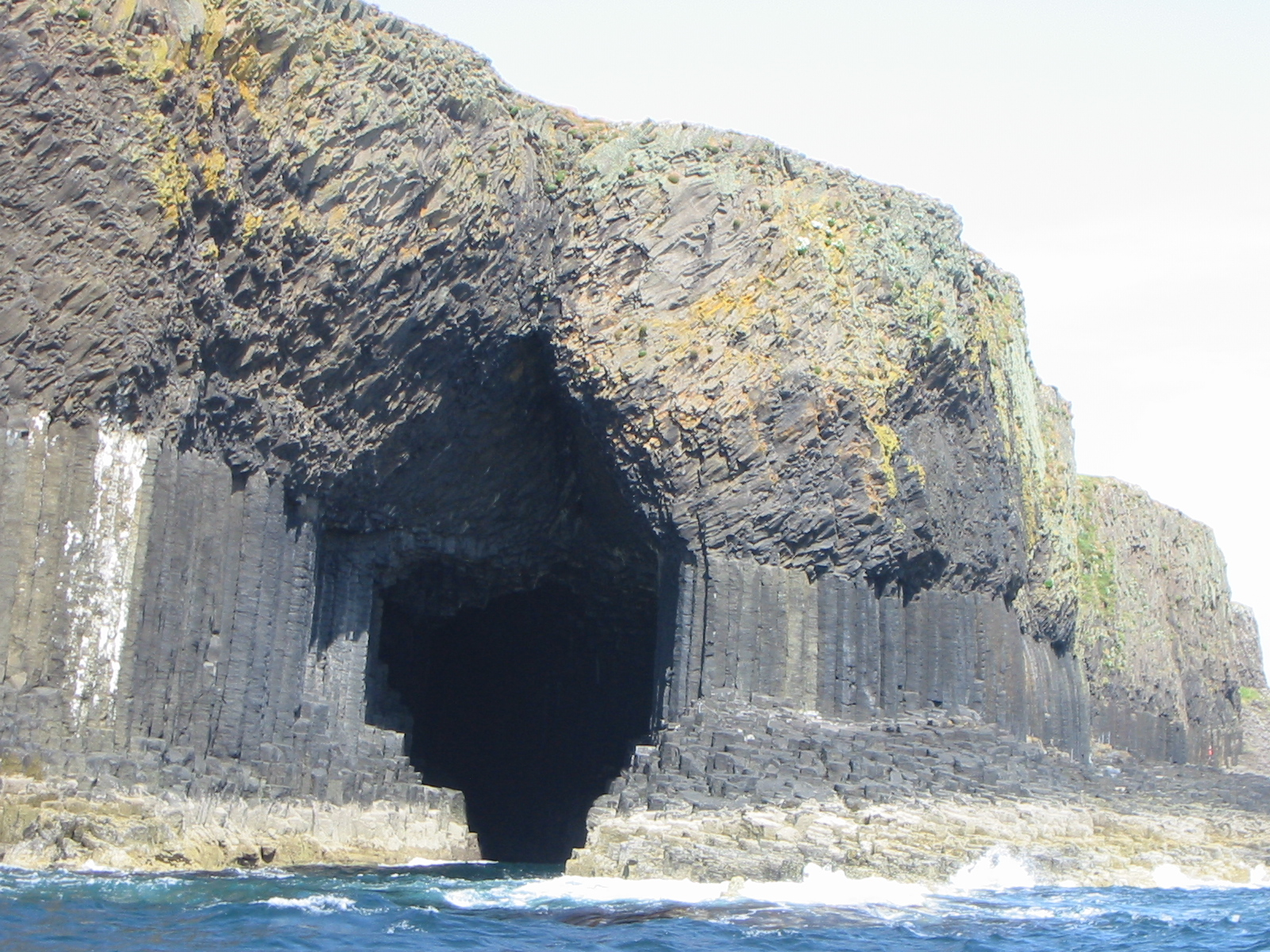
フィンガルの洞窟

## 放射状節理
放射状節理（、英: radial joint）は、割れた岩体が放射状になっている節理。玄武岩質の岩石によく見られる。]

### 例
- 根室車石（北海道根室市） - 国の天然記念物。
- 鬱陵島（大韓民国慶尚北道） 。

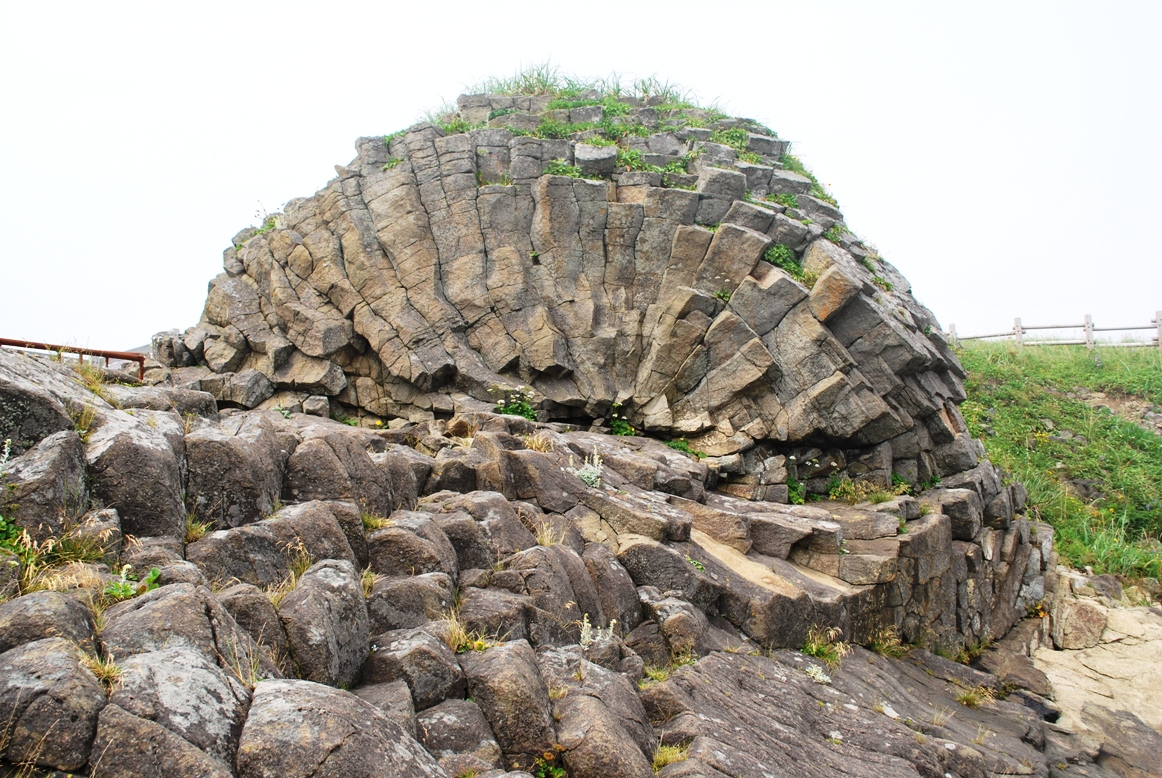
放射状節理：根室車石（北海道根室市）
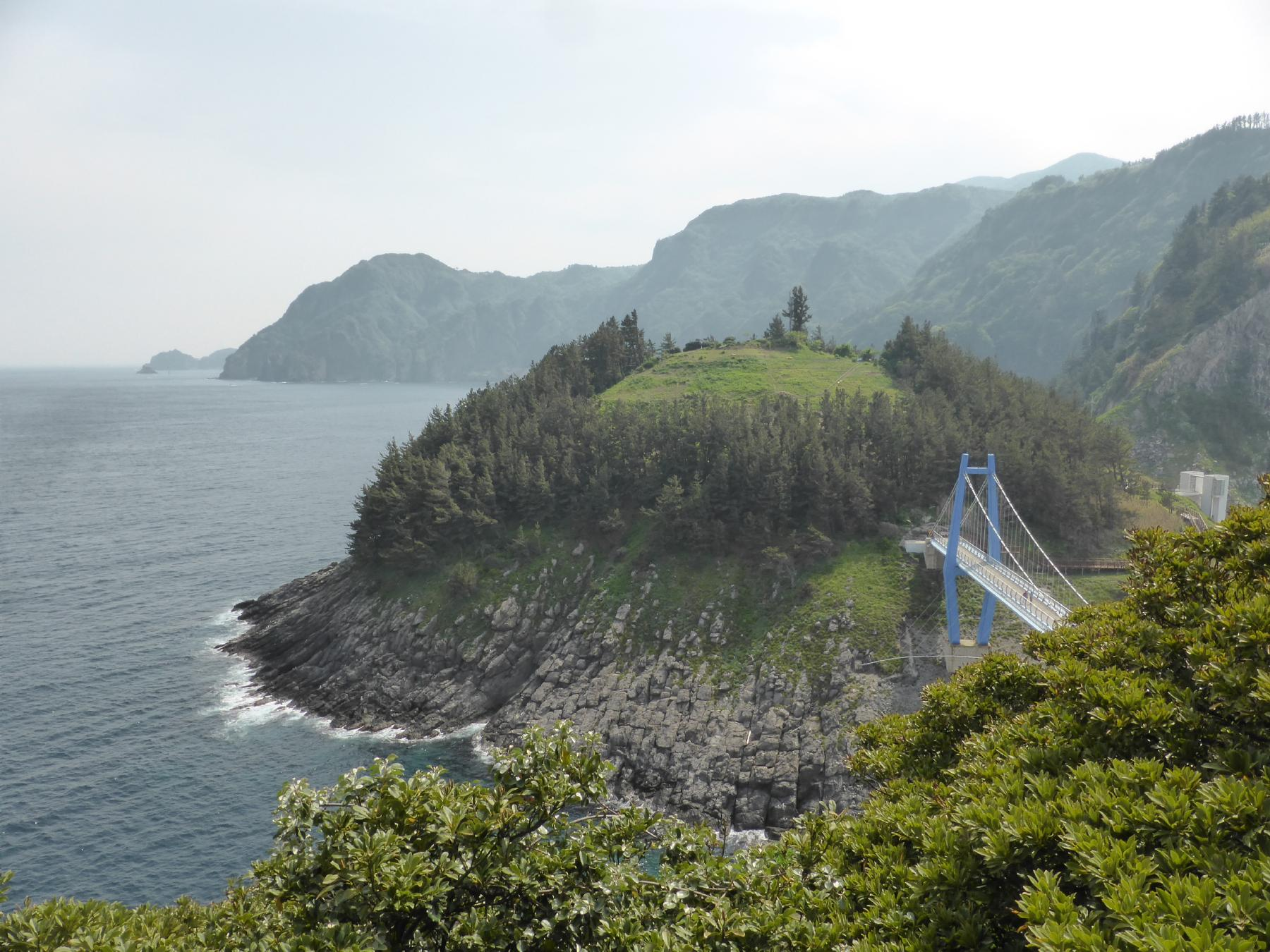
韓国鬱陵島の放射状節理

## 板状節理
板状節理（、英: platy joint）は、岩体が板状になった節理。安山岩質の岩石によく見られ、マグマの冷却面と平行に発達する。

### 例
- 鉄平石（長野県）
- 鎧の袖（兵庫県香美町） - 国の天然記念物、指定名称は「鎧袖」。

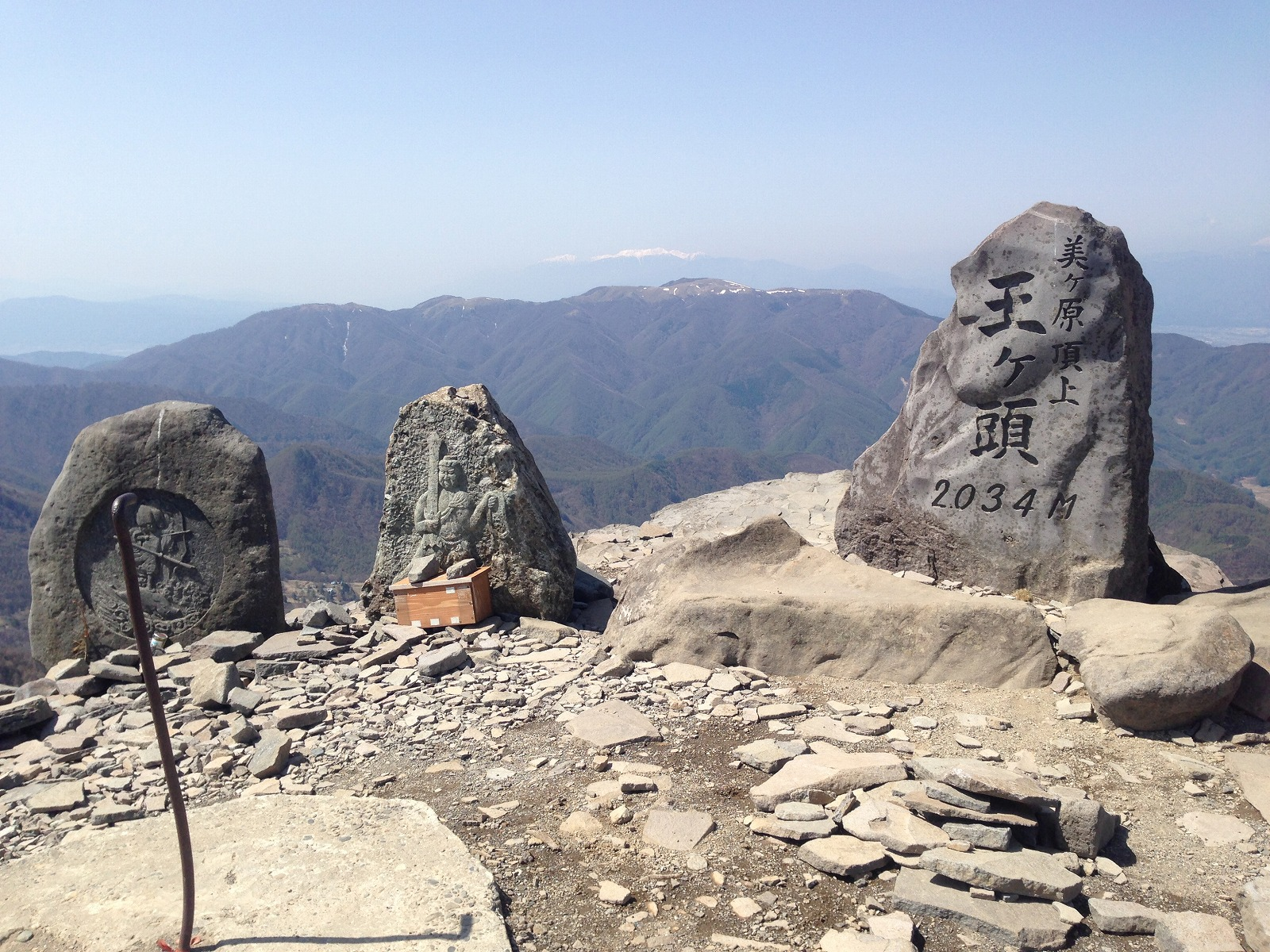
美ヶ原王ヶ頭

## 方状節理
方状節理（、英: cubic joint）は、岩体が直方体状になった節理。花崗岩のような深成岩によく見られる。

### 例
- 寝覚の床（長野県上松町） - 国の名勝。

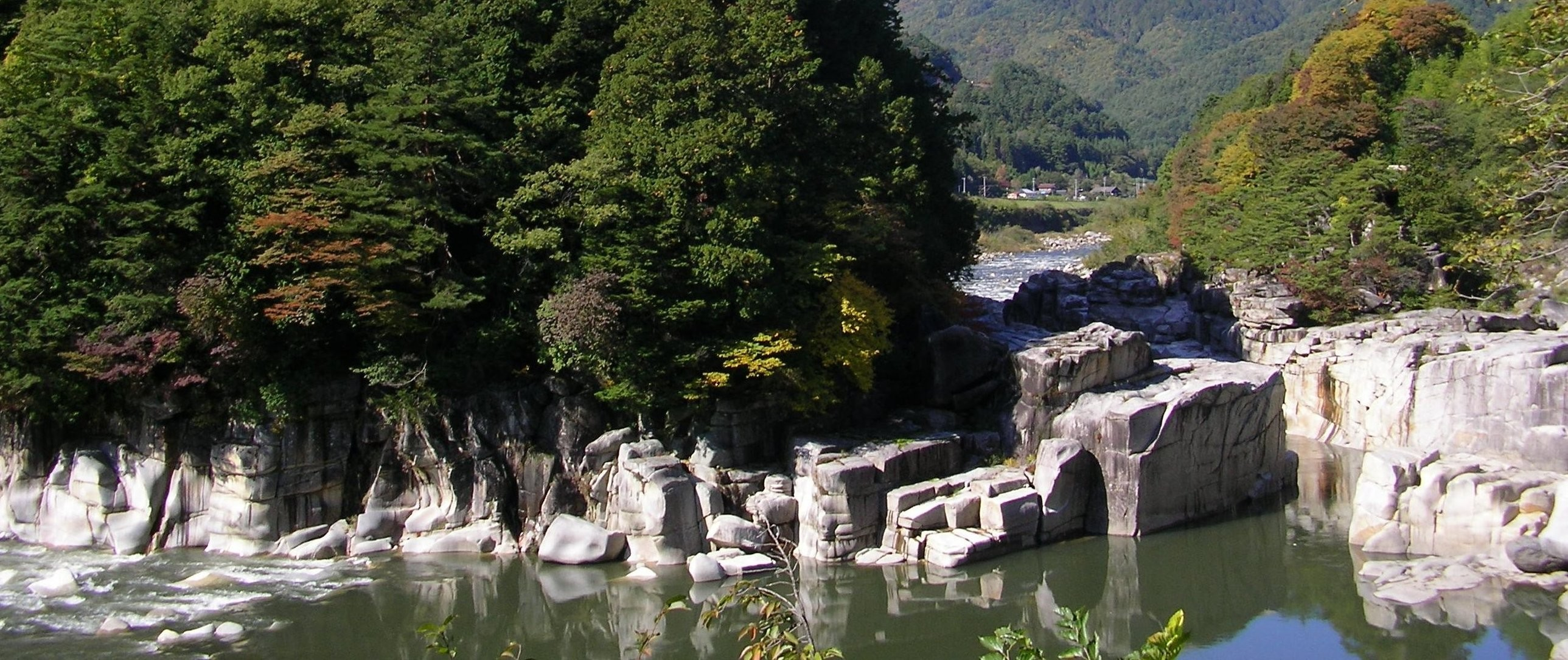
方状節理：寝覚の床（下流側より）